# Balduinus Iuvenis
Balduinus Iuvenis war der in Brügge lebende Dichter des Tierepos Reynardus vulpes, einer lateinischen Übersetzung des mittelniederländischen Van den vos Reynaerde. Da er dieses Werk dem Propst der Sint-Donaaskathedraal von Brügge und der Stiftskirche Saint-Pierre in Lille Johann von Flandern widmete, kann die Entstehungszeit auf die Jahre 1272–1279 eingegrenzt werden, in denen Johann, der spätere Bischof von Metz, diese beiden Ämter ausübte. Im Epilog seiner stark kürzenden Übersetzung bezeichnete Balduin sich als alt, er kann daher kaum mit dem 1298 als Testamentsvollstrecker erwähnten Zisterzienser gleichen Namens aus dem Kloster Ter Doest gleichgesetzt werden. Donald N. Yates und Richard H. Rouse vermuteten, Balduin, der Name des Esels im Epos, könne auch ein Pseudonym sein.